# Norwegische Badmintonmeisterschaft 2014
Die Norwegische Badmintonmeisterschaft 2014 fand vom 31. Januar bis zum 2. Februar 2014 in Kristiansand statt. Ausrichter war der Kristiansand Badmintonklubb.

## Sieger und Platzierte
| Disziplin    | Gold                              | Silber                          | Bronze                                    |
| ------------ | --------------------------------- | ------------------------------- | ----------------------------------------- |
| Herreneinzel | Marius Myhre                      | Steinar Klausen                 | Johannes Arnhoff Hagen                    |
| Herreneinzel | Marius Myhre                      | Steinar Klausen                 | Nikolai Svensson                          |
| Dameneinzel  | Helene Abusdal                    | Cathrine Fossmo                 | Elisa Wiborg                              |
| Dameneinzel  | Helene Abusdal                    | Cathrine Fossmo                 | Thea Kristina Johansen                    |
| Herrendoppel | Steinar Klausen Erik Rundle       | Marius Myhre Carl Christian Hem | Peter Rønn Stensæth Vegard Rikheim        |
| Herrendoppel | Steinar Klausen Erik Rundle       | Marius Myhre Carl Christian Hem | Magnus Christensen Johannes Arnhoff Hagen |
| Damendoppel  | Sonja Wåland Helene Abusdal       | Marit Ulmo Marie Wåland         | Thea Kristina Johansen Randi Selle        |
| Damendoppel  | Sonja Wåland Helene Abusdal       | Marit Ulmo Marie Wåland         | Hege Rikheim Anne Klyve                   |
| Mixed        | Jim Ronny Andersen Helene Abusdal | Erik Rundle Marie Wåland        | Øystein Larsen Anita Elson                |
| Mixed        | Jim Ronny Andersen Helene Abusdal | Erik Rundle Marie Wåland        | Vegard Rikheim Charlotte Leinan           |